# Baden-Württembergische Versorgungsanstalt für Ärzte, Zahnärzte und Tierärzte
Die Baden-Württembergische Versorgungsanstalt für Ärzte, Zahnärzte und Tierärzte (BWVA) ist eine Anstalt des öffentlichen Rechts, die bei der Gründung von Baden-Württemberg im Jahr 1952 durch Landesgesetz errichtet wurde. Sie ist die „gesetzliche Rentenversicherung“ für die angestellten und niedergelassenen Ärzte, Zahnärzte und Tierärzte in Baden-Württemberg. 

## Geschichte, Sitz
Die BWVA entstand durch Zusammenführen der Vorgängeranstalten in den früheren Ländern Württemberg-Baden, Württemberg-Hohenzollern und Baden. Als ihr Sitz wurde Tübingen bestimmt, weil die Anstalt von Württemberg-Hohenzollern am professionellsten organisiert war und ihre Erfahrungen übernommen werden sollten. Der heutige Sitz befindet sich in der Gartenstraße.

## Berufsständische Versorgungseinrichtung
Die Anstalt ist Mitglied der Arbeitsgemeinschaft Berufsständischer Versorgungseinrichtungen e. V. Alle berufsständischen Versorgungswerke stellen Pflichtversorgungen für die klassischen, kammerfähigen freien Berufe der Ärzte, Apotheker, Architekten, Notare, Rechtsanwälte, Steuerberater beziehungsweise Steuerbevollmächtigten, Tierärzte, Wirtschaftsprüfer und vereidigten Buchprüfer sowie Zahnärzte bezüglich der Alters-, Invaliditäts- und Hinterbliebenenversorgung dar.

## Struktur
Die Organe der Versorgungsanstalt sind die Vertreterversammlung, der Verwaltungsrat und der Vorsitzende des Verwaltungsrats (Präsident). Sie sind für 4 Jahre gewählt. Die Vertreterversammlung umfasst 60 Personen, darunter einen Vorsitzenden und einen stellvertretenden Vorsitzenden. Die Mitglieder der Vertreterversammlung werden von den Mitgliedern der Vertreterversammlung der Landesärztekammern gewählt. Der Verwaltungsrat besteht aus einem Vorsitzenden, einem stellvertretenden Vorsitzenden und 13 gewöhnlichen Mitgliedern. Außerdem gibt es den Satzungsausschuss, der einen Vorsitzenden, einen stellvertretenden Vorsitzenden und 13 gewöhnliche Mitglieder umfasst.
Für die Geschäftsleitung sind der Vorsitzende des Verwaltungsrats (Präsident) als Leiter und der Geschäftsführer als ausführendes Organ zuständig.
Die Versicherungsanstalt hat etwa 65.000 beitragszahlende Teilnehmer (etwa 53.000 Ärzte, 9.300 Zahnärzte und 3.300 Tierärzte) und etwa 26.000 Versorgungsempfänger (Stand 2023).

## Finanzierung der Versorgungsleistungen
Die Ruhegelder bei vorübergehender oder dauernder Berufsunfähigkeit, bei Überschreiten bestimmter Altersgrenzen und für Waisen und Witwen bzw. Witwer werden bei der Versicherungsanstalt als Versorgungsleistungen bezeichnet. Im Gegensatz zur gesetzlichen Rentenversicherung der Deutschen Rentenversicherung werden diese Versorgungsleistungen nicht nur durch ein Umlageverfahren aus laufenden Beiträgen, sondern zum Teil auch durch ein Kapitaldeckungsverfahren finanziert. Das heißt, dass die Versicherungsanstalt Kapital ansammelt und investiert, und die Versorgungsbezüge zum Teil aus diesem Kapital bzw. der Rendite stammen. In der gesetzlichen Rentenversicherung werden die Leistungen durch einen ständig steigenden Bundeszuschuss kofinanziert. Einen solchen Bundeszuschuss erhält die Versicherungsanstalt nicht. Die Beiträge (Versorgungsabgaben) sind (wie bei der gesetzlichen Rentenversicherung) einkommensabhängig. Die Pflichtabgabe beträgt 12 % der Berufseinkünfte des vorletzten Jahres.

## Informationsveranstaltungen
Die Versorgungsanstalt bietet halbtägige Seminare für ihre Versicherten an. Durch intensive Wissensvermittlung und Meinungsaustausch will sie interessierten Ärzten, Zahnärzten und Tierärzten sowie ihren Ehepartnern Gelegenheit geben, sich konzentriert und ausschließlich mit der berufsständischen Versorgung und der Versorgungsanstalt allgemein, aber auch konkret mit ihren eigenen Fragen zu diesem Themenkreis zu befassen.